# Badminton Vereniging United Shuttle Champions
Badminton Vereniging United Shuttle Champions, kortweg BV USC, is een studentenbadmintonvereniging te Amsterdam. De badmintonvereniging is in 2006 opgericht als doel om badmintoncompetitie onder studenten bij de UvA/HvA te stimuleren.
De vereniging speelt in het district Noord-Holland en staat ingeschreven in de Nederlandse Badmintonbond. BV USC is de enige studentenvereniging voor badmintonners in Amsterdam.
Er wordt gespeeld op maandag en woensdag in het Sportcentrum Universum van de Universiteit van Amsterdam.

## Geschiedenis
Na het uiteengaan van de US verenigingen (zie ook US Volleybal) en het Universitair Sportcentrum in de jaren negentig, bleef de animo voor het oprichten van nieuwe studentensportverenigingen bij de UvA lang uit. Medio jaren 2000 kwamen er weer geluiden om een studentenvereniging voor badmintonners op te richten en niet veel langer ontstond er in april 2006 een nieuwe studentensportvereniging. In 2007 werd het onderdeel badminton van het jaarlijks terugkerende Groot Nederlands Studenten Kampioenschap (GNSK) succesvol georganiseerd door BV USC. Het deelnemersaantal van dit evenement was het hoogste tot dan toe. Het onderdeel badminton werd door Amsterdam gewonnen en door onder ander deze winst ging de GNSK-beker naar Amsterdam. BV USC steeg hierdoor verder in ledental.

## Toernooien
- Het Kersttoernooi. Dit is een intern toernooi waar samenspelen belangrijker is dan winnen;
- Het Vriendschapstoernooi. Dit is een regionaal toernooi met verschillende verenigingen waar er op een at random manier wordt gespeeld;
- Het Knock-outtoernooi. Dit is een intern toernooi waar verlies direct leidt tot uitschakeling in het toernooi;
- USC Student Open. Dit is een landelijk toernooi waar zusterverenigingen uit alle Nederlandse studentensteden mee kunnen doen.